# Ној-Изенбург
Ној-Изенбург (њем. Neu-Isenburg) град је у њемачкој савезној држави Хесен. Једно је од 13 општинских средишта округа Офенбах. Према процјени из 2010. у граду је живјело 35.721 становника. Посједује регионалну шифру (AGS) 6438009, NUTS (DE71C) и LOCODE (DE NIS) код.

## Географски и демографски подаци
Ној-Изенбург се налази у савезној држави Хесен у округу Офенбах. Град се налази на надморској висини од 130 метара. Површина општине износи 24,3 km². У самом граду је, према процјени из 2010. године, живјело 35.721 становника. Просјечна густина становништва износи 1.469 становника/km².

## Међународна сарадња
| Мјесто          | Држава               | Врста сарадње | Од    |
| --------------- | -------------------- | ------------- | ----- |
|                 | Румунија             | пријатељство  | 2000. |
| Дакорум         | Уједињено Краљевство | партнерство   | 1975. |
|                 | Француска            | партнерство   | 1969. |
| Андрезје-Бутеон | Француска            | партнерство   | 1969. |
| Бад Феслау      | Аустрија             | партнерство   | 1978. |
| Кјузи           | Италија              | партнерство   | 2010. |
| Александрија    | САД                  | пријатељство  | 2004. |
| Извор           |                      |               |       |